# نینا دیویشکووا
نینا دیویشکووا (چکی: Nina Divíšková؛ ‏۱۲ ژوئیهٔ ۱۹۳۶ – ۲۱ ژوئن ۲۰۲۱) بازیگر اهل جمهوری چک بود. او از سال ۱۹۶۷ در بیش از هفتاد فیلم بازی کرد. او همسر یان کاچر، کارگردان سینما بود. خواهر او تامارا دیویشکووا، سرامیک‌کار است.
از فیلم‌ها یا برنامه‌های تلویزیونی که وی در آنها نقش داشته است، می‌توان به والری و هفته عجایبش، بی شرم و خیابان اشاره کرد.